# C14H10O7
化学式C14H10O7（摩尔质量：290.23 g/mol）可能指：
- 柠檬菌素，CAS号：478-60-4
- 红厚壳呫酮E（1,3,5,6-四羟基-7-甲氧基呫吨酮），CAS号：162616-78-6
- 脱水黄腐酸，PubChem CID：9817462

|  | 这个同类索引页列出了具有相同分子式的化学物（即同分異構體）条目。 除非您是有意链接至本页，否则应将相应条目的内部链接指向正确的条目。 |